# Юсупова Ірина Феліксівна
Княжна Ірина Феліксівна Юсупова, в шлюбі графиня Шереметьєва (21 березня 1915, Петроград — 30 серпня 1983, Кормей-ан-Парізі, Франція ) — єдина дочка останнього князя Юсупова, внучка Великого князя Олександра Михайловича.

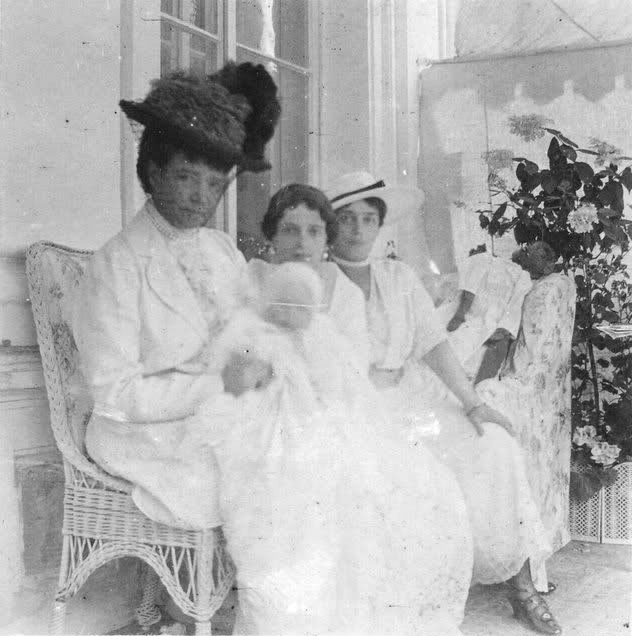
Імператриця Марія Федорівна з дочкою Ксенією Олександрівною, онукою Іриною Олександрівною і новонародженої правнучкою Іриною Феліксівною

Народилася 21 березня 1915 року в старовинному петербурзькому палаці на Мойці. Її батьками були князь Фелікс Феліксович Юсупов, граф Сумароков-Ельстон, і княжна імператорської крові Ірина Олександрівна. Хрещеними батьками новонародженої стали двоюрідний дід імператор Микола II і прабабуся вдова імператриця Марія Федорівна.
У 1919 році Ірина з батьками, бабусею і іншими членами імператорської сім'ї була вивезена на лінійному кораблі «Мальборо» у Велику Британію, звідки сім'я Юсупових переїхала до Франції. До дев'яти років Ірина виховувалася бабусею, З. Н. Юсупової.
У Парижі 19 червня 1938 року Ірина Феліксівна вступила в шлюб з графом Миколою Дмитровичем Шереметєвим (28 жовтня 1904 року — 5 лютого 1979 року). Сестра графа Шереметєва була одружена з іншим князем імператорської крові, Романом Петровичем, який по матері був племінником італійської королеви. У зв'язку з цим після весілля молодята оселилися в Римі, де 1 березня 1942 року в них народилася дочка Ксенія.
Померла Ірина Феліксівна 30 серпня 1983 року в місті Кормей-ан-Парізі  (Франція). Похована в Парижі на кладовищі Сент-Женев'єв-де-Буа в одній могилі з батьками і чоловіком.

## Сім'я
Дочка Ірини Феліксівни - Ксенія Сфірі (до шлюбу Шереметєва) 20.06.1965 в Афінах, Греція, одружилася з Іліас сфіри. Народжена в цьому шлюбі Тетяна Сфірі (28.08.1968 р., Афіни) в першому шлюбі (травень 1996, с Алексісом Яннакопулос, р. 1963) дітей не мала, у другому шлюбі з Антонієм Вамвакідісом має двох дочок - Марілія (р. 17.07. 2004) і Ясмін-Ксенія (07.05.2006 р.) Вамвакідіс. 